# Chile na Mistrzostwach Świata w Lekkoatletyce 2011
Chile na Mistrzostwach Świata w Lekkoatletyce 2011 było reprezentowane przez 3 zawodników.

## Wyniki reprezentantów Chile

### Mężczyźni

#### Konkurencje biegowe
| Konkurencja   | Zawodnik    | Runda 1  | Runda 1 | Runda 2  | Runda 2 | Półfinał | Półfinał | Finał    | Finał   |
| Konkurencja   | Zawodnik    | Rezultat | Pozycja | Rezultat | Pozycja | Rezultat | Pozycja  | Rezultat | Pozycja |
| ------------- | ----------- | -------- | ------- | -------- | ------- | -------- | -------- | -------- | ------- |
| Chód na 20 km | Yerko Araya |          |         |          |         |          |          | 1:27:47  | 33      |

### Kobiety

#### Konkurencje techniczne
| Pchnięcie kulą | Natalia Ducó   | 17,42 m | 20 |  |  |  |  |  |  |
| Rzut dyskiem   | Karen Gallardo | 53,69 m | 24 |  |  |  |  |  |  |